# 黄海辉
黄海辉（1954年—），陕西清涧人，汉族，武警少將，中华人民共和国政治人物，第十一届全国人民代表大会福建地区代表。
毕业于中央党校经济管理专业，是中共党员。任武警部队副参谋长、原武警福建总队总队长。2008年起担任全国人大代表。